# Мацумото, Лэйдзи
Лэйдзи Мацумо́то (яп. 松本 零士 Мацумото Рэйдзи), при рождении Акира Мацумо́то (яп. 松本晟 Мацумото Акира, 25 января 1938, Фукуока, Япония — 13 февраля 2023, Токио, Япония) — создатель аниме и манги. С 1961 года был женат на мангаке Мияко Маки.

## Биография
Родился 25 января 1938 года. Его первая манга была опубликована в 1953 году, когда автору было 15 лет. Изначально он занимался созданием манги для девушек, но не добился серьёзных успехов в этой работе. Его первыми работами в жанре научной фантастики стали манги Sexaroid и Otoko Oidon, однако известность в Японии Мацумото получил после начала публикации манги Space Battleship Yamato. Мацумото в большей степени известен как создатель космических опер. На его творчество оказал сильное влияние поздний романтизм.
Умер 13 февраля 2023 года в возрасте 85 лет.

## Список работ
- Fairy Hotaruna
- Space Battleship Yamato
- Planet Robot Danguard Ace
- Galaxy Express 999 (1977—1981)
- Space Pirate Captain Harlock (1977—1979)
- Starzinger
- Queen Millennia
- Arcadia of My Youth
- Arcadia of My Youth: Endless Orbit SSX
- The Cockpit
- Queen Emeraldas
- Tiger-Striped Mii
- The Ultimate Time Sweeper Mahoroba (манга)
- DNA Sights 999.9
- Harlock Saga
- Maetel Legend
- Cosmo Warrior Zero
- Gun Frontier (1972—1975)
- Space Pirate Captain Herlock: The Endless Odyssey
- Submarine Super 99
- Interstella 5555: The 5tory of the 5ecret 5tar 5ystem
- The Galaxy Railways
- Great Yamato#0
- Space Symphony Maetel
- Super 99 (1964)
- Kousoku Esper (1968—1970)
- Sexaroid (1968—1970)
- Machinner series (1969—1970)
- Mystery Eve (1970—1971)
- Dai-yojo-han series (1970—1974)
- Otoko Oidon (1971—1973)
- Senjo Manga series (1973—1978)
- Insect (1975)
- Ozuma (2012)
- Космический пират Харлок (2013)
- Captain Harlock: Dimensional Voyage